# فيكتور جونز (لاعب كرة قدم أمريكية)
فيكتور جونز (بالإنجليزية: Victor Jones)‏ هو لاعب كرة قدم أمريكية أمريكي، ولد في 19 أكتوبر 1966 في روكفيل في الولايات المتحدة.

## وصلات خارجية
- فيكتور جونز على موقع مرجع كرة القدم المحترفة.كوم (الإنجليزية)